# Pittsburgh & Lake Erie Railroad Station
La estación de ferrocarril de Pittsburgh & Lake Erie, ahora el restaurante Grand Concourse de Landry's, Inc. en Station Square Plaza en Pittsburgh, Pensilvania, es un edificio construido en 1898. En la década de 1960, la estación fue el depósito para las operaciones ferroviarias de pasajeros del ferrocarril de Pittsburgh y el lago Erie y el depósito de Pittsburgh desde 1934 para los numerosos trenes del ferrocarril de Baltimore y Ohio desde Baltimore, Washington, Chicago, Detroit y St. Louis. En 1934, B&O obtuvo los derechos de vía en P&LE desde New Castle Junction hasta McKeesport y, hasta la interrupción de su servicio de pasajeros, usó la estación P&LE para reducir la cantidad de vías de gran curvatura requeridas para llegar a la estación B&O original en el lado opuesto. lado del río Monongahela.
Se incluyó en el Registro Nacional de Lugares Históricos en 1974.